# Ramon Tribulietx
Ramon Tribulietx (* 20. September 1972 in Barcelona) ist ein spanischer Fußballtrainer.
Tribulietx war als Assistenztrainer bei den spanischen Fußballvereinen UE Sant Andreu (2005/06), UE Figueres (2006/07) und UE Castelldefels (2007/08), bevor er 2008 in der gleichen Funktion zum neuseeländischen Erstligisten Auckland City FC wechselte. 2010 übernahm er gemeinsam mit Aaron McFarland von Paul Posa den Cheftrainerposten bei Auckland und führte den Klub zum Gewinn der OFC Champions League 2010/11. In der Folge betreute er das Team bei der FIFA-Klub-Weltmeisterschaft 2011, ebenso gelang die Titelverteidigung der OFC Champions League und die damit verbundene Qualifikation für die FIFA-Klub-Weltmeisterschaft 2012.